# آن إم. ماكدونو
آن إم. ماكدونو (بالإنجليزية: Ann M. McDonough)‏ هي ضابطة أمريكية، ولدت في 1915، وتوفيت في 1995.